# Cybaeus kumaensis
Cybaeus kumaensis är en spindelart som beskrevs av Teruo Irie och Ono 200. Cybaeus kumaensis ingår i släktet Cybaeus och familjen vattenspindlar. Inga underarter finns listade i Catalogue of Life.